# Emma’s Imagination
Эмма Гиллиспи (англ. Emma Gillespie; род. в Эдинбурге, Шотландия), наиболее известна под своим псевдонимом Emma’s Imagination — британская (шотландская) певица. Впервые получила известность после победы в шоу талантов Sky1, «Must Be the Music». После этого она подписала контракт с лейблом Гэри Барлоу Future Records и в январе 2011 года выпустила свой дебютный альбом Stand Still.

## Ранняя жизнь
Родилась в Эдинбурге и выросла в Дамфрисе, где обучалась в St Joseph's College, Dumfries.
Начала играть на гитаре в возрасте 16 лет. До того, как к ней пришла известность она давала уличные выступления на улицах Глазго, куда она перебралась за год до своего прорыва. Также имела опыт уличных выступлений на улицах Нью-Йорка.

## Музыкальная карьера

### 2010—11: Must Be the Music
Emma’s Imagination проходила прослушивание на шоу талантов Must Be the Music, транслируемое на каналах Sky1 и Sky 1 HD. В начале шоу, в полуфинале и финале, участники пели перед судьями, Джейми Каллумом, Диззи Раскалом и Шарлин Спитери. Прослушивания проходили в начале августа 2010 года и исполнителям разрешалось исполнять песни собственного сочинения. Финал шоу проходил на стадионе Wembley Arena, где также присутствовали все члены жюри. В итоге все голоса зрителей были отданы за Emma’s Imagination.
После участия в шоу талантов, её первый сингл This Day, выпущенный для цифрового скачивания занял 10 место в United Kingdom Singles Chart и 2 место в Indie Chart. Также синглу удалось попасть в Irish Singles Chart, где он занял 9 место и в Scottish Singles Chart, где смог занять 7 позицию.
19 сентября 2010 года Emma’s Imagination выиграла приз в размере 100,000 фунтов.

### 2011—настоящее:Stand Still
После победы на шоу второй сингл Emma’s Imagination’s, Focus, занял 7 место в Великобритании. Также сингл попал на первую позицию в Indie Chart и занял 8 место в чартах Ирландии. А в чартах Шотландии сингл занял 5 место.
В 2012 году Гэри Барлоу объявил о том, что закрывает свой лейбл.

## Дискография

### Альбомы
| 2011                                                         | Stand Still - Выпущен: 10 января 2011 - Лейбл: Future - Жанр: Поп, Альтернатива | 14 | 48 | 2 |
| «—» означает, что альбом не попал в чарты или не был выпущен |                                                                                 |    |    |   |

### Синглы
| 2010                                                        | «This Day»        | 10 | 2 | 9 | 7 | Stand Still |
| 2010                                                        | «Focus»           | 7  | 1 | 7 | 5 | Stand Still |
| 2010                                                        | «Stamp Your Feet» | 65 | - | - | - | Stand Still |
| «—» означает, что сингл не попал в чарты или не был выпущен |                   |    |   |   |   |             |

### Промосинглы
- 2011 — «Faerie Lights»